# پیمان سه‌جانبه
پیمان سه‌جانبه که به پیمان برلین نیز موسوم است، پیمانی نظامی-سیاسی بود که روز ۲۷ سپتامبر سال ۱۹۴۰ بین آلمان نازی، پادشاهی ایتالیا و امپراتوری ژاپن در برلین منعقد شد.
به ترتیب یواخیم فن ریبنتروپ و گالئاتسو چانو و کوروسو سابورو در آن شرکت داشتند و این پیمان یک اتحاد نظامی بود که در نهایت پادشاهی مجارستان، پادشاهی بلغارستان، اسلواکی نیز به آن پیوستند. علاوه بر این به دنبال کودتایی که دو روز بعد در ۲۹ سپتامبر در پی تهاجم آلمان نازی به یوگسلاوی در بلگراد انجام شد و در پیمانی که در ۱۵ ژوئن ۱۹۴۱ بین آلمان و ایتالیا منعقد شد دولت مستقل کرواسی اعلام گردید.